# (786) Bredichina
(786) Bredichina – planetoida z grupy pasa głównego asteroid okrążająca Słońce w ciągu 5 lat i 235 dni w średniej odległości 3,17 au. Została odkryta 20 kwietnia 1914 roku w Landessternwarte Heidelberg-Königstuhl w Heidelbergu przez Franza Kaisera. Nazwa pochodzi od nazwiska rosyjskiego astronoma Fiodora Aleksandrowicza Bredichina. Przed nadaniem nazwy planetoida nosiła oznaczenie tymczasowe (786) 1914 UO.